# Pseudagrion gamblesi
Pseudagrion gamblesi – gatunek ważki z rodziny łątkowatych (Coenagrionidae). Występuje we wschodniej i południowej Afryce – od Etiopii po RPA.
W RPA imago lata od października do końca kwietnia. Długość ciała 45–46 mm. Długość tylnego skrzydła 27,5–28 mm.